# Restaurante Leite
O Restaurante Leite é um restaurante localizado na cidade brasileira do Recife, capital do estado de Pernambuco. É o restaurante mais antigo do Brasil.

## História
Fundado em 1882 pelo imigrante português Armando Manoel Leite de França, ainda no Brasil Império e antes da abolição da escravatura, o Restaurante Leite, mais antigo estabelecimento do seu tipo no país, tem prataria, louças e cristais importados da Europa, e conquistou ainda no século XIX a alta sociedade pernambucana — leia-se os senhores de engenho, intelectuais e políticos.
Uma de suas iguarias mais célebres é a cartola, sobremesa típica da cozinha pernambucana. Frutos do mar e peixes, com destaque para o bacalhau, são o carro-chefe do cardápio.
Passaram pelo restaurante personalidades ilustres como Jean-Paul Sartre, Simone de Beauvoir, Orson Welles, Juscelino Kubitschek e Jânio Quadros. Em 26 de julho de 1930, o então governador da Paraíba João Pessoa foi assassinado pouco depois de almoçar no Restaurante Leite. Por encomenda do Exército o restaurante preparou almoço para Castelo Branco, uma semana antes do golpe militar. Gilberto Freyre era frequentador assíduo e batizou um prato, o "medalhões à Gilberto Freyre".

### Desavenças familiares na administração atual
Proprietário do estabelecimento desde o final da década de 50, Armênio Dias, um português naturalizado brasileiro, comprou naquela época o restaurante que estava falido, assumindo uma sociedade com seu irmão Amadeu, que morreu depois. No final dos anos 2000, Armênio fundou uma nova empresa no nome de duas de suas filhas Daniela Ferreira da Fonte e Silvana de Souza Ferreira, para gerir o negócio. Em 2016, requisitou formalmente a devolução do restaurante, pois não concordava com a forma de gestão das filhas, mas elas se recusaram. Isso fez com que Armênio movesse uma ação judicial para ter o restaurante de volta. As filhas negaram que estejam gerindo o restaurante de forma incorreta e que "tudo está em perfeito funcionamento". Em abril de 2019, Armênio, então com 88 anos, tornou o caso público, afirmando que chegou a passar por exames psiquiátricos para impedir um possível pedido de interdição judicial por parte das filhas.